# Stenamma georgii
Stenamma georgii är en myrart som beskrevs av Arnol'di 1975. Stenamma georgii ingår i släktet Stenamma och familjen myror. Inga underarter finns listade i Catalogue of Life.